# Quinto Anicio Fausto
Quinto Anicio Fausto  fue un político y militar romano de época severa, el primero de su familia en alcanzar el consulado. Ocupó diversos gobiernos provinciales, aunque perdió el favor de Septimio Severo. Fue rehabilitado por Macrino para el gobierno de Asia.

## Origen y familia
Anicio nació en Uzappa, en el África romana, o Praeneste, miembro de la gens Anicia y el primero de su familia (novus homo) en alcanzar el consulado. Fue hermano o primo (o, menos probable, hijo) de Sexto Anicio Saturnino. Estuvo casado con Vesia Rústica  y fue padre de Anicio Fausto Paulino, Sexto Anicio Fausto Pauliniano y una mujer, de nombre desconocido, casada con un miembro de la gens Coceya.

## Carrera pública
Su primer cargo conocido fue el de legatus Augusti propraetore en Numidia que ejerció desde el año 197 al 201, al mando de la Legio III Augusta. Durante este tiempo se ocupó de supervisar las modificaciones en la frontera romana del norte de África, reforzada con la fundación de Castellum Dimmidi en 198, al sur de Argel, y ampliada hasta Tillibari, Cidamus, donde estableció sendas guarniciones, y Gholaia, en el desierto de la Tripolitania. Obtuvo el consulado sufecto in absentia en el año 198. A estos cargos siguió el gobierno de Moesia Superior que ejerció probablemente entre los años 202 y 205.
Perdió el favor de Septimio Severo por razones desconocidas, aunque pudieron estar relacionadas con la caída en desgracia de Cayo Fulvio Plauciano, de quien pudo haber sido un protegido. Más tarde fue rehabilitado por Macrino quien le concedió el gobierno de Asia, donde sucedió a Cayo Julio Ásper en el año 217, y cuyo mando fue prorrogado un año por el emperador para humillar a Marco Aufidio Frontón.
Fue patrón de Cirta, quizá desde su legación en Numidia.